# Mega Club/Ranch
Mega Club/Ranch – plażowo-rekreacyjny samochód osobowy produkowany przez francuską firmę Aixam. Wyposażony był on w nadwozie kryte sztywnym rozkładanym dachem (tzw. hard-top). Samochód jest napędzany przez jeden z kilku dostępnych silników R4 OHC: benzynowe 1,1 l (60 KM), 1,4 l (75 KM), oraz silnik Diesla 1,5 l (58 KM). Moc przenoszona była na oś przednią bądź na obie osie poprzez 5-biegową manualną skrzynię biegów.

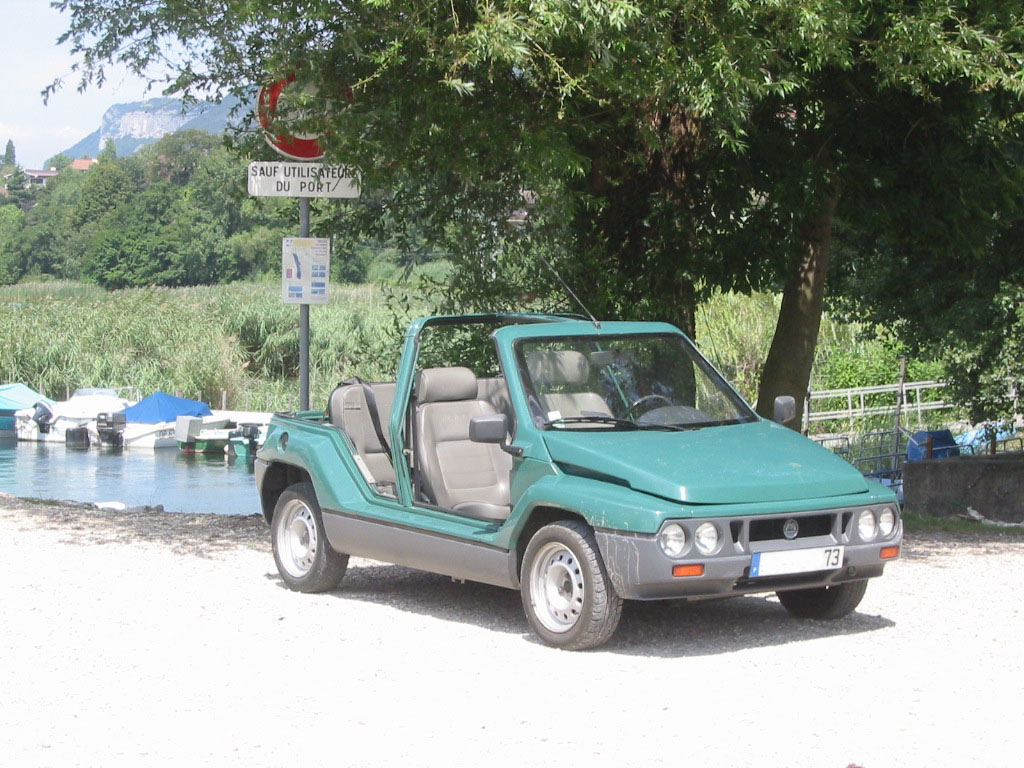
Mega Ranch

Dostępny był także czteroosobowy kabriolet z karoserią, zbudowana z odpornego tworzywa sztucznego, utwardzanego na gorąco; osobowy, lub terenowy van bądź kombi (pick-up) z odsuwanym dachem. Modele te to: Club (czteroosobowy), oraz Ranch (jedynie dwuosobowa wersja użytkowa).
W 1993 roku sprzedano łącznie 1000 samochodów Mega Club.
Produkowano również specjalne wersje Mega z mocniejszym silnikiem Forda Cosworth R4 o poj. 2,0 l, z kierowanymi wszystkimi kołami. Produkowane były z przeznaczeniem dla czołowych kierowców rajdowych.

## Dane techniczne
- R4, (benz.) 1,1 l, (benz.) 1,4 l, (diesel) 1,5 l, OHV
- Moc maksymalna: 60 KM, 75 KM, 58 KM
- Prędkość maksymalna: 138 km/h, 145 km/h, 138 km/h